# La Trapa (Mallorca)
La Trapa és una finca de muntanya de 81 hectàrees on es troben les ruïnes d'un monestir trapenc. Està situada al sud-oest de la Serra de Tramuntana, al terme municipal d'Andratx, a Mallorca, i just enfront de l'illa de Sa Dragonera. Dista a 40 km de Palma, 6 km de S'Arracó i a 3 km de Sant Elm.
Actualment el terreny és propietat del Grup Balear d'Ornitologia i Defensa de la Naturalesa (GOB) i periòdicament organitza jornades de voluntariat per fer tasques de manteniment i conservació, que solen coincidir amb el primer diumenge de cada mes.

## Història
Des del punt de vista cultural, la història de La Trapa comença l'any 1810, quan una comunitat de monjos trapencs, que fugint de la Revolució francesa, arribaren a Mallorca l'any 1810 i, durant uns 14 anys, ocuparen la zona abans coneguda com a Vall de Sant Josep, que des d'aleshores es coneix com La Trapa. L'any 1813 una part de la comunitat va abandonar Mallorca i la resta ho va fer definitivament l'any 1820.
Des de llavors La Trapa ha canviat de propietari en diverses ocasions, el monestir es va transformar en cases de possessió, va sofrir diversos canvis i adaptacions als nous usos. S'hi construïren més marges i altres edificacions. Ben entrat el segle XX s'abandonà la possessió i les cases començaren a esdevenir ruïna.
L'any 1980 el GOB, preocupat per la manca d'espais públics i per una possible parcel·lació de la finca, adquirí La Trapa. El procés de compra va ser llarg, i adjuntà els esforços de centenars de persones, col·lectius i entitats. D'aquesta manera i mitjançant la subscripció popular, la celebració de subhastes d'obres d'art, exposicions, concerts, loteria i d'altres iniciatives, va ser possible fer front als pagaments i aconseguir la seva protecció definitiva.

## Accessibilitat
A La Trapa es pot anar caminant per 3 camins:
- Des de Sant Elm, pel camí de Can Tomeuí, que continua per un tirany escarpat (1 hora de marxa).
- Pel camí que travessa el Collet de la Trapa, que comença a uns 150 metres després del cementir de S'Arracó (1,30 hores de marxa).
- Pel camí del Coll de Sa Gramola, que comença al pk 106 de la carretera Andratx-Estellencs) (2'30 hores de marxa).[4]